# D906 (Côte-d'Or)
De D906 is een departementale weg in het Franse departement Côte-d'Or. De weg loopt van de grens met Yonne via Arnay-le-Duc naar de grens met Saône-et-Loire. In Yonne loopt de weg verder als D606 naar Auxerre en Parijs. In Saône-et-Loire loopt de weg als D906 verder naar Chalon-sur-Saône en Lyon.

## Geschiedenis
Oorspronkelijk was de D906 onderdeel van de N6. In 2006 werd de weg overgedragen aan het departement Côte-d'Or, omdat de weg geen belang meer had voor het doorgaande verkeer vanwege de parallelle autosnelweg A6. De weg is toen omgenummerd tot D906.